# Passy-Grigny
Passy-Grigny è un comune francese di 385 abitanti situato nel dipartimento della Marna nella regione del Grand Est.

## Società

### Evoluzione demografica
Abitanti censiti